# 우리동네 소리꾼을 찾아라
우리동네 소리꾼을 찾아라는 광주MBC TV 프로그램 신얼씨구학당 (2003~2011)의 코너 우리동네 소리꾼을 찾아라에서 발굴한 토속민요와 지역 소리꾼들에 대한 정보를 담은 책이다.